# An apple a day keeps the doctor away

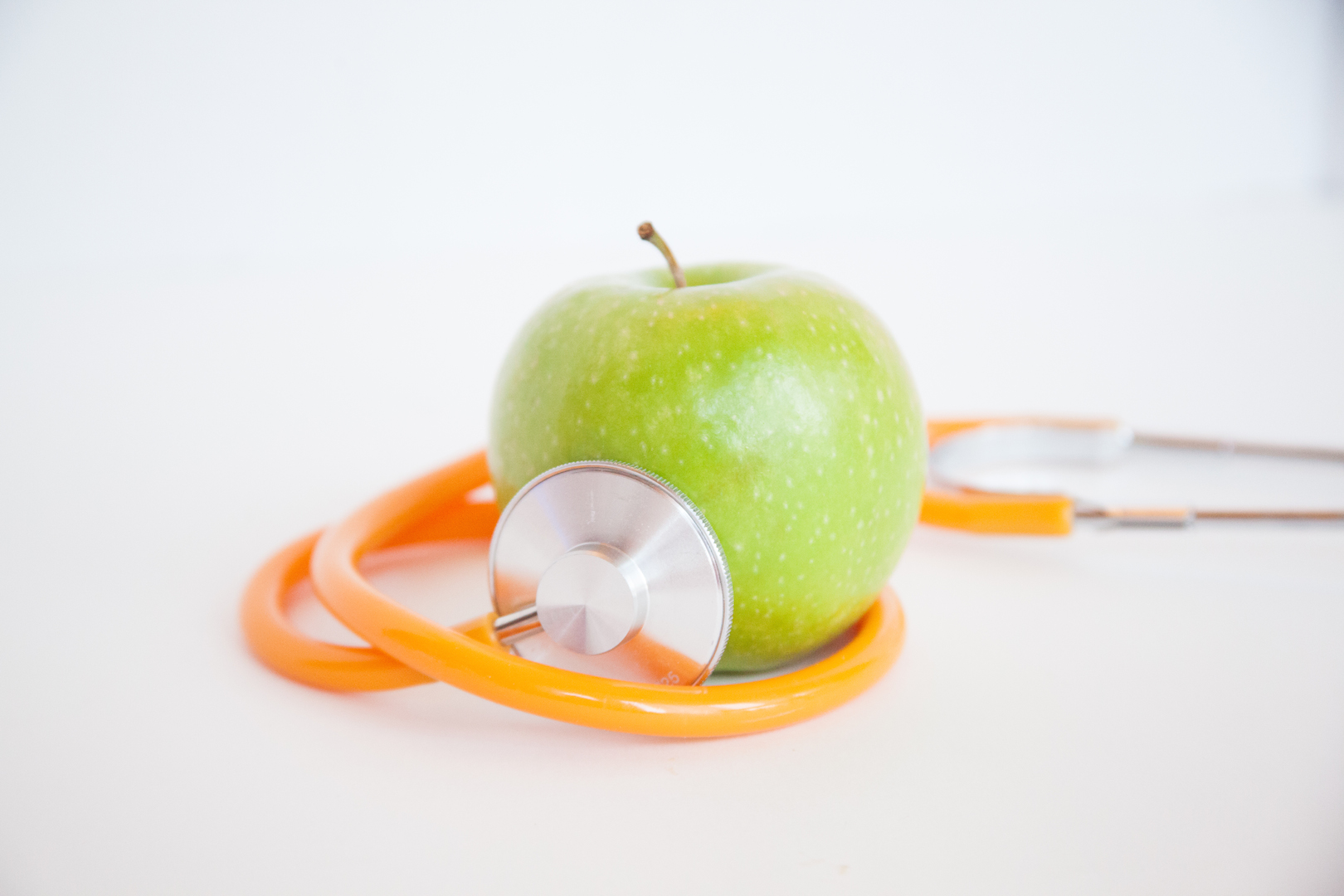
Ein Apfel und ein Stethoskop als Symbol für eine ärztliche Untersuchung

An apple a day keeps the doctor away ist ein englisches Sprichwort und ein Aphorismus, das auf Deutsch etwa „ein Apfel am Tag, mit dem Doktor kein Plag’“ bedeutet.
Zum ersten Mal nachweisbar tauchte dieses Sprichwort 1866 in einer walisischen Zeitschrift auf, damals hieß es noch: „Eat an apple on going to bed, and you’ll keep the doctor from earning his bread“ (deutsch etwa „Iss einen Apfel vorm Zubettgehen und dein Arzt kann sich seine Brötchen nicht mehr verdienen“).
Bekannt wurde das Sprichwort im 20. Jahrhundert, als die gesundheitsfördernde Wirkung des Apfels zunehmend untersucht wurde. Es gehört dort zu den diätetischen Ratschlägen zur individuellen Lebensverlängerung – etwa im Gegensatz zum Schaden beim Tabakgenuss. In seiner jetzigen Form wurde es erstmals 1913 von Elizabeth Mary Wright, der Ehefrau des Philologen Joseph Wright, in dem Buch Rustic Speech and Folklore veröffentlicht. Bei einem Arztbesuch mussten sich damals die Patienten tatsächlich häufig auf sehr Negatives einstellen, so dass man diesen eher vermieden hatte.
Das Sprichwort ist weltweit so bekannt, dass es in vielen Sprachen als englisches Original oder in einer wortwörtlichen und doch möglichst gereimten Übersetzung verwendet wird. Ein Beispiel: “Una mela al giorno toglie il medico di torno.” (Italien).

## Wissenschaftliche Beurteilung
Eine 2015 durchgeführte Studie fand – nach Anpassung soziodemographischer und gesundheitsbezogener Daten –, dass ein täglicher Apfelkonsum nicht mit weniger Arztbesuchen assoziiert ist. Tatsächlich aßen vergleichsweise nur wenige Teilnehmer täglich einen Apfel (9 %) und diese hatten ein höheres Bildungsniveau, einen höheren Verdienst und waren allgemein fitter (kein Übergewicht, Nichtraucher). Auch auf die Anzahl der Klinikaufenthalte oder auf Psychotherapien hatte der Apfelkonsum keinen Einfluss, höchstens auf die Menge verschreibungspflichtiger Medikamente.
Andererseits deuten einige Forschungsarbeiten darauf hin, dass die komplexen phytochemischen Nährstoffprofile insbesondere in polyphenolreichen Äpfeln zur Vorbeugung verschiedener chronischer Erkrankungen beim Menschen funktionell wirksam sein könnten.